# باندولا جاياسكارا
باندولا جاياسكارا (توفي في 5 مارس 2021) صحفي سريلانكي ومذيع ومحرر في صحيفة ودبلوماسي.

## الحياة المهنية
تابع باندولا مسيرته المهنية في البداية في الصحافة وعمل كرئيس تحرير لصحيفة ديلي نيوز من 2006 إلى 2007. كما عمل كاتب عمود في صحيفة ديلي ميرور لفترة وجيزة. كان قد عمل في كل من شبكات الوسائط الإلكترونية والمطبوعة خلال مسيرته المهنية كصحفي قبل أن ينتقل إلى حياته المهنية كدبلوماسي.
كما أصبح من أشد المعجبين برئاسة ماهيندا راجاباكسا وإدارته خاصة خلال المراحل الأخيرة من الحرب الأهلية السريلانكية. شغل منصب المدير العام للوحدة الإعلامية في مكتب الرئيس، والمدير العام والمتحدث باسم وزارة الشؤون الخارجية أثناء رئاسة ماهيندا راجاباكسا. كما عمل باندولا جاياسكارا كدبلوماسي في كندا وأستراليا خاصةً كقنصل عام في تورنتو وسيدني على التوالي. بالإضافة إلى ذلك شغل أيضًا منصب نائب الممثل الدائم لسريلانكا لدى الأمم المتحدة في نيويورك، حيث اتُهم بالتحرش الجنسي بزميل دبلوماسي في البعثة السريلانكية.